# Швамберки
Швамберки или Паны из Швамберка (чеш. Švamberkové, Páni ze Švamberka, нем. Schwanberger, Herren von Schwanberg) — средневековый чешский дворянский род, основанный в начале XIII века. 

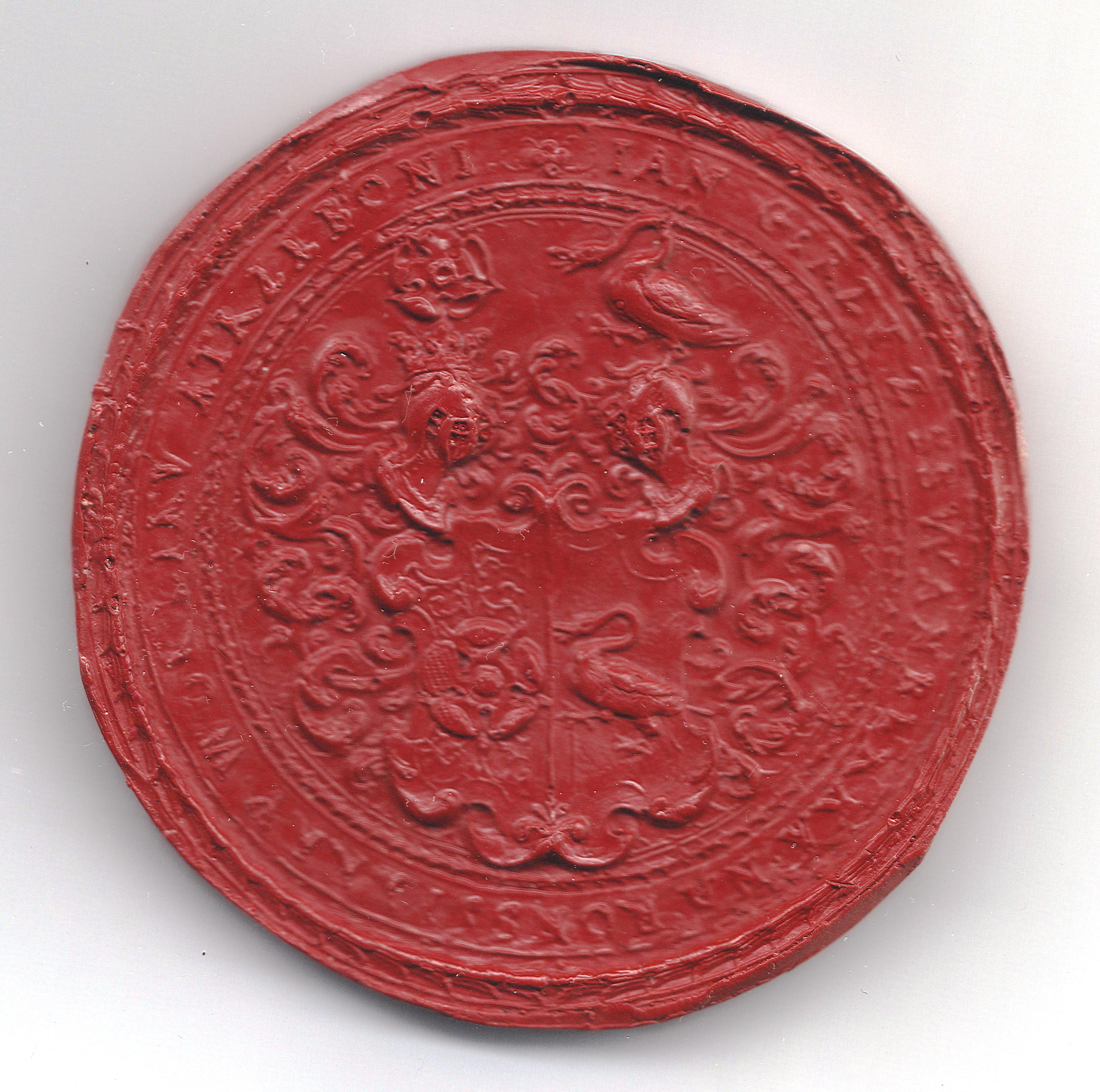
Печать Швамберков. 1614 год.

## История рода
Первым достоверно известным представителем рода был Ратмир I из Сквиржина, первое упоминание о котором датируется 1223 годом. Считается, что Ратмир I основал в 1238 году монастырь в Сквиржине и заложил замок Красиков на западе Чехии (совр. Пльзенский край) около селения Бор под Таховом. В 1260 году Ратмир II из Сквиржина или Ратмир III принимал участие в походе короля Пршемысла Отакара II против Венгрии. Его потомки владели Таховом и приблизительно до 1330 года центром их владений был замок Красиков, поэтому их род именовался Паны из Красикова или Паны из Бора. Только после переименования замка Красиков в Швамберк (ок. 1320—1330) род получил своё исторически известное имя. Богуслав III из Бора (ок. 1280—1342) впервые упомянут с предикатом «из Швамберка» в документе, датированном 7 июня 1330 года.
Род Швамберков достиг вершины своего могущества в XV—XVI веках, когда в состав их обширных владений входили замки Пршимда (с 1454), Звиков (с 1473), Кашперк, Швамберк, Орлик (с 1501), Бехине (с 1530), а также монастыри Кладрубский, Милевский (с 1473) и Непомуцкий (с 1420).
Согласно условиям договора 1484 года, после пресечения рода панов из Рожмберка большинство их владений перешло по наследству к Швамберкам, в частности, в 1612 году к ним перешёл замок Рожмберк. Благодаря этому Швамберки стали одной из самых богатых семей королевства.
В 1618 году Петр III из Швамберка активно поддержал антигабсбургское восстание, в результате чего, после подавления этого восстания, владения Швамберков были конфискованы, а представители рода вынуждены были эмигрировать из Чехии. В 1664 году со смертью Адама из Швамберка род прекратил своё существование.

## Генеалогия
```
Ратмир I из Сквиржина
 (до 1223 — после 1260)
├─
Ратмир II из Лесткова
, пан 
Лесткова
, затем 
Бора
, бургграф 
замка Пршимда
 (1250—1263)
│  └─
Паны из Лесткова
, вымерли в 
XVI веке
, владения: 
Хотешовский монастырь
, 
Градиште
, 
Милевско
, 
Лестков
, 
Лети
, 
│     
Горни-Козолупи
, 
Стршибро
, 
Мировице
, 
Бела-над-Радбузоу
, 
Загоржани
.
└─
Богуслав I из Бора
 (ум. после 1310), бургграф 
замка Пршимда
 (1272—1275, 1306)
   ├─
Ратмир III (Рацек) из Сквиржина
 (ум. после 1290)
   │  └─
Паны из Вежки
, вымерли в 
XVI веке
, владения: замок 
Вежка
, 
Ступно
 и 
Гостоунь
.
   ├─
Богуслав II (Бушек) из Бора
 (ум. после 1330)
   └─
Добеш из Муцкова
 (ум. после 1320)
      └─
Паны из Муцкова
```

## Герб
Герб Швамберков известен с первой половины XIV века, когда господа из Красикова приняли в качестве своего рыцарского знака белого (серебряного) лебедя с золотыми лапами и клювом на красном фоне. Именно с принятием нового герба было связано переименование их основного замка в Швамберк (от нем. Schwanberg — «Лебединая гора»). Ян Йиржи из Швамберка (1548—1617), после того как Швамберки унаследовали владения Рожмберков, учредил новый герб, сочетающий в себе швамберкского серебряного лебедя на красном фоне и розенбергскую красную розу на серебряном поле. В 1665 году герб вымершего рода Швамберков был включен в состав герба родственного ему рода Паар.

### Лебедь Господ из Швамберка в современной геральдике

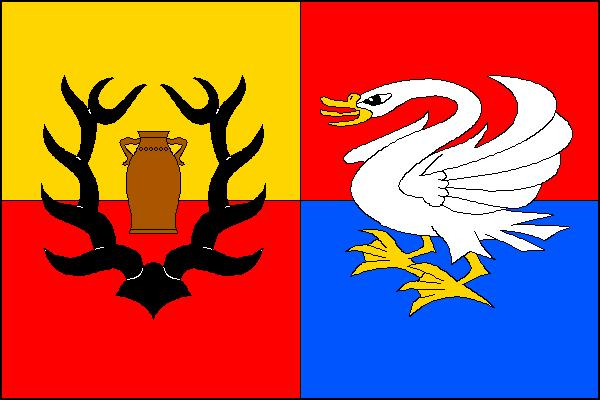
Флаг поселения Горни-Козолупи в округе Тахов
Герб города Черношин в округе Тахов
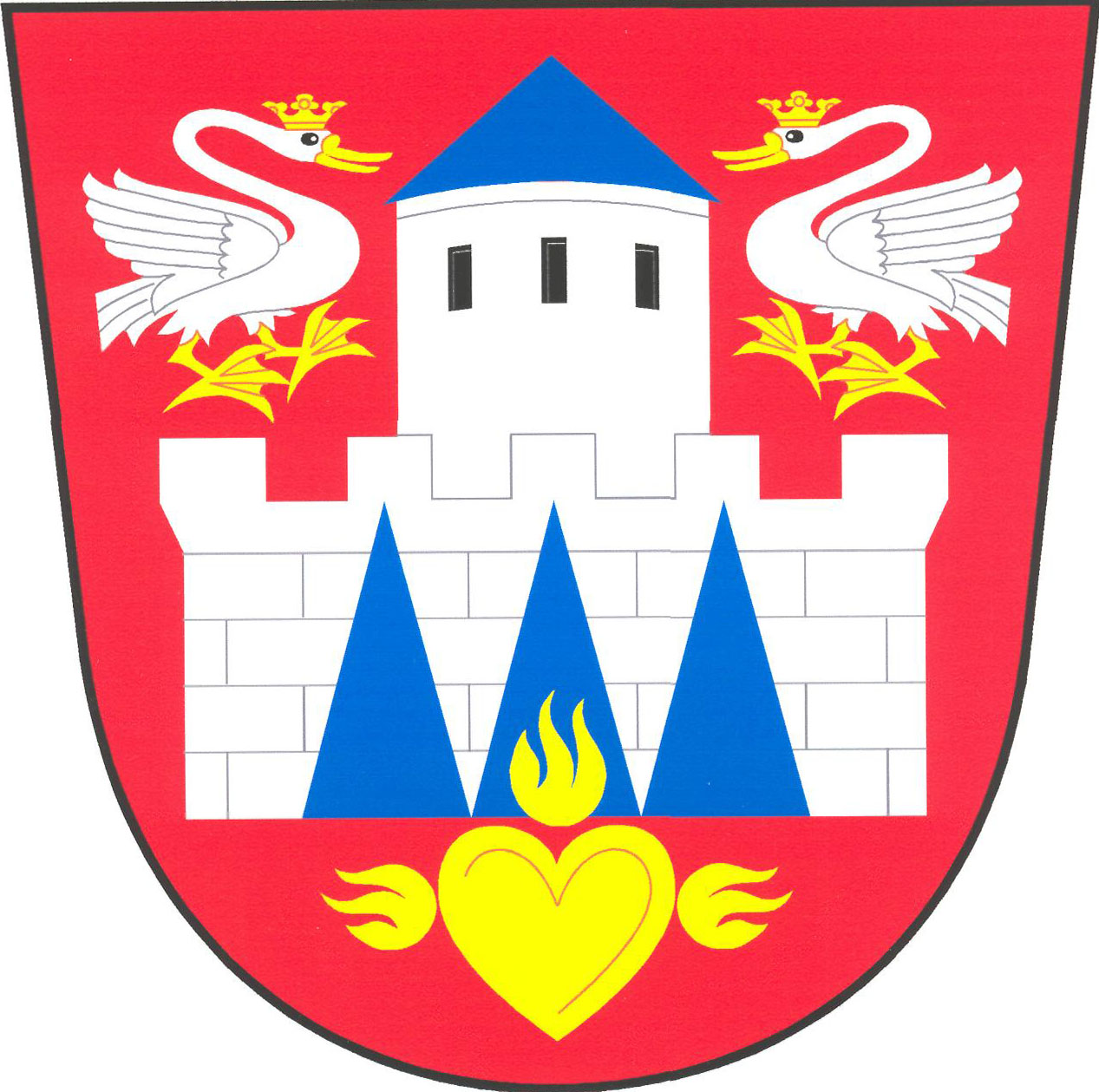
Герб поселения Цтиборж в округе Тахов
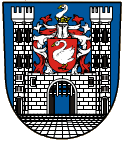
Герб города Бор в округе Тахов
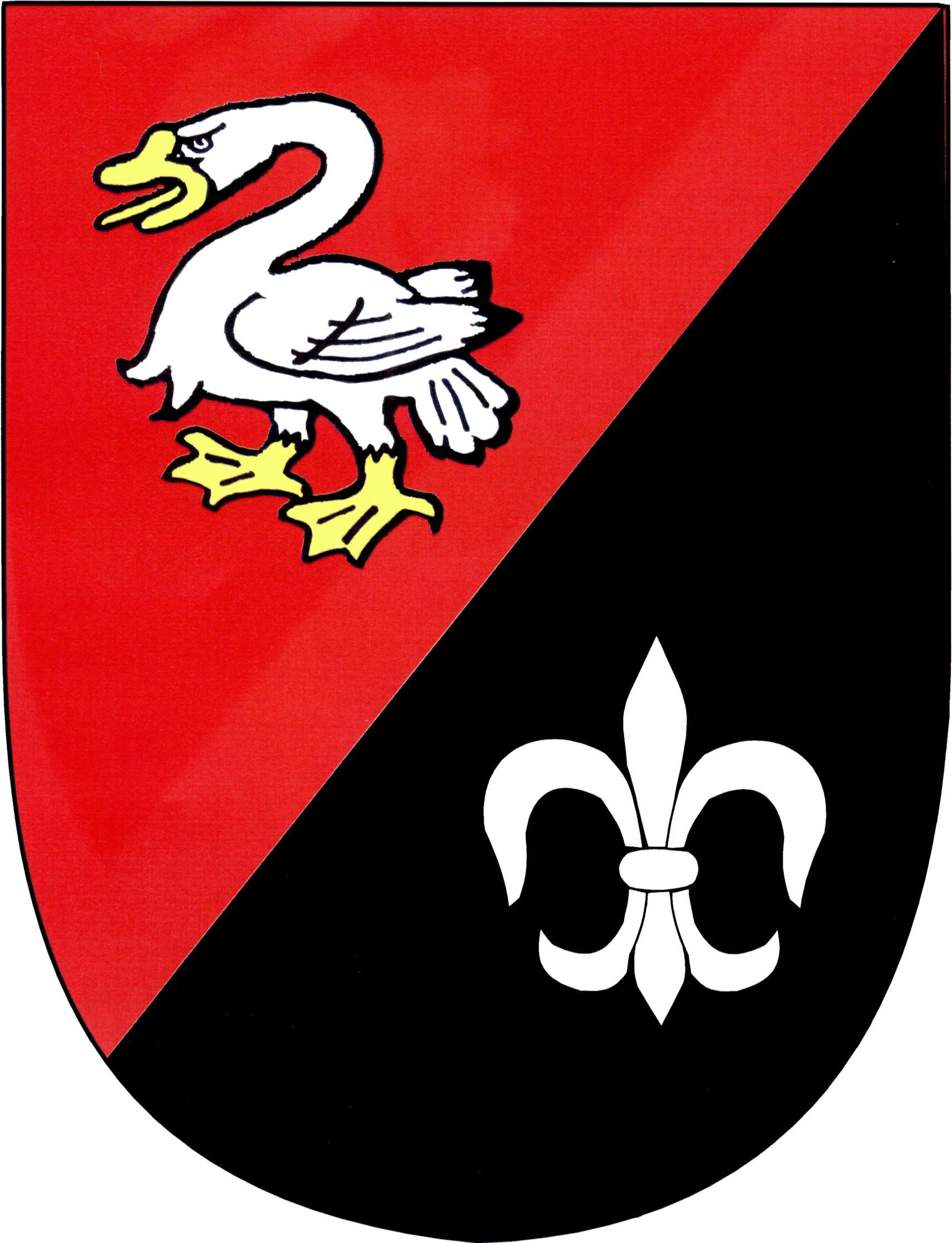
Герб поселения Старе-Седло в округе Тахов
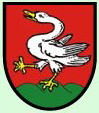
Герб поселения Лестков в округе Тахов
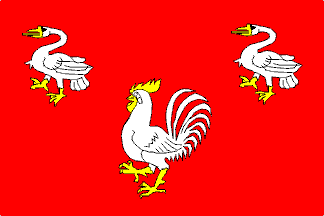
Флаг поселения Кокашице в округе Тахов